# Mago
Mago  (лат.) — род аранеоморфных пауков из подсемейства Amycinae в семействе пауков-скакунов (Salticidae). Большинство видов встречаются только в Южной Америке. Вид Mago dehiwela, описанный в 1985 году, является эндемиком острова Шри-Ланка.

## Виды
- Mago acutidens Simon, 1900 — Бразилия, Гвиана
- Mago dentichelis Crane, 1949 — Венесуэла
- Mago fasciatus Mello-Leitão, 1940 — Гвиана
- Mago fonsecai Soares & Camargo, 1948 — Бразилия
- Mago intentus O. P.-Cambridge, 1882 — Бразилия typus
- Mago longidens Simon, 1900 — Бразилия
- Mago opiparis Simon, 1900 — Бразилия
- Mago procax Simon, 1900 — Перу
- Mago saperda Simon, 1900 — Бразилия
- Mago silvae Crane, 1943 — Гвиана
- Mago steindachneri (Taczanowski, 1878) — Перу, Бразилия
- Mago vicanus Simon, 1900 — Бразилия
- Mago dehiwela Lasith, 1985 — Шри-Ланка